# Ferdynand Rabowski
Ferdynand Rabowski (ur. 5 lutego 1884 r. we Włocławku, zm. 19 kwietnia 1940 r. w Zakopanem) – polski geolog, doktor Uniwersytetu Warszawskiego, taternik.

## Życiorys
Ferdynand Rabowski w latach 1901-03 mieszkał w Zakopanem, gdzie pobierał nauki prywatnie. W okresie tym dokonał kilku pierwszych wejść taternickich. Następnie studiował geologię w Bernie i Lozannie, a w Szwajcarii pozostał aż do 1919 r. Po powrocie do Polski pracował w Państwowym Instytucie Geologicznym, prowadził badania terenowe w Tatrach i okolicy. Od 1920 r. był członkiem Komisji Fizjograficznej Polskiej Akademii Umiejętności. Po 1933 r. osiadł w Zakopanem ze względu na kłopoty ze zdrowiem i tam w dalszym ciągu pracował naukowo. Jego specjalnością były tektonika i stratygrafia Tatr, szczególnie dokładnie Rabowski badał masyw Czerwonych Wierchów. Jako opiekun wystawy geologicznej współpracował z Muzeum Tatrzańskim. Jest autorem szeregu publikacji omawiających wyniki badań geologicznych.
Działalności naukowej zaprzestał wskutek wybuchu II wojny światowej i postępującej choroby. Został pochowany na Nowym Cmentarzu w Zakopanem.

## Osiągnięcia wspinaczkowe
W 1902 r. wraz z Teodorem Eichenwaldem (jego szwagrem), Janem Bachledą Tajbrem i Wojciechem Tylką Suleją:
- udział w pierwszej kilkudniowej wyprawie graniowej w Tatrach od Salatyńskiego Wierchu na Cubrynę,
- pierwsze wejście na Cubrynkę,
- drugie wejście na Batyżowiecki Szczyt,
- drugie wejście granią od Polskiego Grzebienia na Staroleśny Szczyt[1].

## Publikacje
- O triasie wierchowym w Tatrach [w:] „Sprawozdania Polskiego Instytutu Geologicznego” 1/1921, nr 2-3,
- Sprawozdanie z badań geologicznych, wykonanych w r. 1921 w Tatrach, w Niżnich Tatrach, na płycie Muranów i w Pieninach [w:] „Posiedzenia Naukowe Państwowego Instytutu Geologicznego” 1922, nr 3,
- Budowa Tatr. Pasmo wierchowe [w:] „Sprawozdania Polskiego Instytutu Geologicznego” 1925, nr 1-2,
- Budowa Tatr. Pasmo reglowe [w:] „Sprawozdania Polskiego Instytutu Geologicznego” 1925, nr 1-2, wraz z Walerym Goetlem,
- Badania geologiczne w Niżnich Tatrach i w górach Spisko-Gemerskich w związku z problemem korzeni płaszczowin reglowych w Tatrach [w:] „Posiedzenia Naukowe Państwowego Instytutu Geologicznego” 1926, nr 14,
- O pochodzeniu limburgitów tatrzańskich i o stosunku wzajemnym płaszczowin, wyodrębnionych między pasmem Skałek a górami Veporu [w:] „Sprawozdania Polskiego Instytutu Geologicznego” 1930, nr 1,
- Cztery przekroje geologiczne między doliną Kościeliską a doliną Kondratową [w:] „Sprawozdania Polskiego Instytutu Geologicznego” 1931, nr 6,
- Spostrzeżenia geologiczne w grupie Osobitej [w:] „Sprawozdania Polskiego Instytutu Geologicznego” 1933, nr 3,
- Częściowy przewodnik wycieczki Polskiego Towarzystwa Geologicznego w Tatry [w:] „Rocznik Polskiego Towarzystwa Geologicznego” 7, 1930-31,
- W obronie Tatr [w:] „Pion” 1935, nr 33,
- Uwagi tyczące się tektoniki trzonu krystalicznego Tatr [w:] „Biuletyn Państwowego Instytutu Geologicznego” 1938, nr 4,
- Jaworzyna i jej zagadnienia geologiczne w nauce polskiej [w:] „Wiadomości Muzeum Ziemi” 1939, nr 1-2,
- Mapa geologiczna serii wierchowej Tatr Polskich 1:20 000, Warszawa 1953, wydana pośmiertnie,
- Badania w grupie Kominów Tylkowych, wykonane w r. 1938 [w:] „Biuletyn Państwowego Instytutu Geologicznego” 1954, nr 86, wydane pośmiertnie,
- Serie wierchowe w Tatrach Zachodnich, Warszawa 1959, wydane pośmiertnie[1].